# Jaciment de sílex de Casa Montero
El jaciment de sílex de Casa Montero és tracta d'una sèrie de pous miners, realitzats per a l'extracció del sílex en època neolítica, a través de l'excavació de pous verticals, situats en una extensa àrea de quatre hectàrees, prop de Madrid.

## Situació geogràfica i cronologia
Més concretament, se situa en el districte de Vicálvaro, sobre el marge dret del Jarama, al voltant de la seva confluència amb el riu Henares i coronant un turó limitat per barrancs al nord i sud i la vall del Jarama a l'est, mentre que cap a l'oest el terreny s'amplia considerablement en forma d'una extensa plana que ocupa la major part de la zona.
En total, l'àrea ocupa unes 4 hectàrees aproximadament, on s'hi troben des de la major part dels pous localitzats del Neolític inicial fins a alguns vestigis de l'Edat del Bronze i època moderna.
Segons les últimes datacions, l'explotació de l'àrea es trobaria dintre del període del Neolític inicial (fa una mica més de 7.000 anys), sent un dels pocs casos d'aquestes característiques estudiats en tot el país.

## Actuació arqueològica
El jaciment va ser descobert el setembre del 2003, durant les prospeccions arqueològiques preventives per a la realització del Tercer Cinturó de Circumval·lació de Madrid (M-50).
Gràcies a les característiques i complexitat del jaciment, la Direcció General de Patrimoni Històric de la Comunitat de Madrid va determinar que seria necessari modificar el traçat de la carretera fins a 60 metres, permetent preservar el sector amb una major concentració de restes.

## Pous d'extracció
Casa Montero presenta més de 3.794 negatius d'extracció de sílex en forma de pous verticals, profunds i estrets, propers entre ells (uns 30 cm).
Aquests pous es caracteritzen per ser un conjunt d'estructures senzilles, de diàmetre reduït, que oscil·la entre 0,85 i 1,50 metres de diàmetre màxim a la boca, pensada pel treball d'una o dues persones (una treballant en el pou i l'altra a l'exterior per a la retirada de residus, facilitant eines, etc.) en el procés d'extracció.
Dintre la tipologia dels pous, s'han pogut distingir dos tipus de pous en funció de la profunditat i les característiques de les parets. Els pous irregulars són aquells la profunditat dels quals no supera els 2,50 metres i les seves parets són sinuoses, de vegades amb buits resultants de l'extracció de nòduls i, fins i tot, amb comunicació accidental mitjançant buits amorfs i estrets.
Per contra, els pous de tipus xemeneia presenten parets regulars, de tendència molt vertical i profunditats que oscil·len entre els 0,45 i els 10 metres. Poden distingir-se tres subtipus en funció de la forma de la boca: pous cilíndrics, pous amb boca en cubeta i pous amb boca en embut.
Gràcies a l'extens estudi de les característiques de cadascun dels pous, s'han pogut documentar altres aspectes com la creació d'una sèrie de retalls en les parets dels pous per a la col·locació de politges i poder escalar en retall a partir de certa profunditat.
Aquests estudis han estat permesos, degut a que l'estretor dels pous afavoria la conservació de la humitat i minimitzava el risc de col·lapse de les parets. De fet, no només no s'han identificat esfondraments, sinó que les parets dels pous s'han trobat en molt bon estat, sense evidències d'erosió, malgrat el temps transcorregut. Això ha fet suggerir que els pous van ser emplenats intencionadament poc temps després de la seva excavació. Els farciments dels pous contenen principalment sediment extret d'ells mateixos i deixalles dels processos d'extracció i talla del sílex. Tot indica que després de l'excavació dels pous i l'extracció de la matèria primera, la talla es feia als voltants i que els residus d'aquestes activitats eren llançats a l'interior dels pous.
Se sap que l'activitat minera i treball lític era un treball complex que comportava a la participació tot tota o quasi tota la comunitat, la qual es podria dividir segons la qualitat de la producció (nivell d'aprenentatge) segons Susana Consuegra Rodríguez, M.A. Gallego García, Nuria Castañeda Clemente: mestre, aprenent avançada i aprenent inicial. Els nens (3-7 anys) ajudarien a les tasques d'emmanegament, gestió de residus o adquisició de sílex als afloraments. A partir dels 7 o 8 anys, els joves començarien la pràctica de la talla.

## Materials arqueològics

### Material lític
Casa Montero presenta un registre lític extraordinàriament abundant, ja que es tractava d'un punt d'aprovisionament i explotació rica d'aquesta matèria, permetent un extens estudi de la cadena operativa lítica (Pelegrin 1995), a excepció dels productes laminars, que serien els menys representats. Aquesta cadena, aniria enfocada a la producció de diversos suports laminars, nuclis i productes de configuració més complexe com lasques de majors dimensions, localitzats sobretot al voltant de la boca dels diferents pous.
L'estudi dels nuclis, ha permès observar diferents etapes de treball de la cadena operativa (testat, inici de bastatge, configuració, explotació i esgotat), ja que es van trobar restes de cadascuna de les fases de producció esmentades. De la mateixa manera que en l'estudi de la producció de lasques, on s'ha pogut descobrir el sistema que utilitzaven per a l'explotació, un sistema d'explotació bifacial amb jerarquització o no de les superfícies de talla. És a dir, esquemes de configuració complexa amb predeterminació dels productes, tot i no buscar lasques "atzaroses".
Retornant a la producció principal, la fabricació de làmines presenta un extens repertori de tipologies, depenent de les característiques dels suports, és a dir, per exemple: "Les grans lasques que posteriorment són explotades s'extreuen dels nòduls de forma bifacial centrípet sense jerarquització de les superfícies".
Paral·lelament, també s'ha documentat la utilització de grans percutors de quarsita d'un diàmetre màxim entre 11 a 20 cm i un pes mitjà de 1200g que farien la funció de pics per a l'extracció del mineral, ajudats per algun suport de matèria orgànica (segurament fusta), que permitia una millor adherència del nucli per a la percussió.

### Altres materials
El cas de Casa Montero, presenta un extens repertori de material no lític, el qual està format per "1139 farcits de pou dels quals 1041, un total de 82 pous (65,07%), no contenen resta algun (ceràmica, carbó, tova, os, petxina...) no lític. La ceràmica es distribueix en 39 farcits corresponents a 23 pous: 1 pou de tempteig, 6 de tipus irregular, 16 de tipus xemeneia, 4 amb boca de cubeta i 12 cilíndrics".
Respecte a la ceràmica, és present a quasi la totalitat dels pous, tot hi que no trobar-se en cap cas una peça completa, tot hi que si diferents fragments d'una mateixa pesa en un mateix pou. Fet que, sumat a la bona conservació de les ceràmiques i la frescor de les fractures, a permès conservar i documentar un extens repertori de peces (una nansa de cinta vertical, una base cònica i llavis simples arrodonits i apuntats), que al mateix temps han permès estudiar la procedència dels recipients.
Tipològicament, aquests recipients estan ben representats els recipients profunds (classe C), dels tipus 13 a 15 (olles, contenidors i orses),segons Bernabeu.
Finalment, a part dels elements ceràmics localitzats, l'estudi complementari de flotació del mostrejos sistemàtic dels sediments excavats permetrà la recuperació de macro restes vegetals si existissin.